# Park Trammell

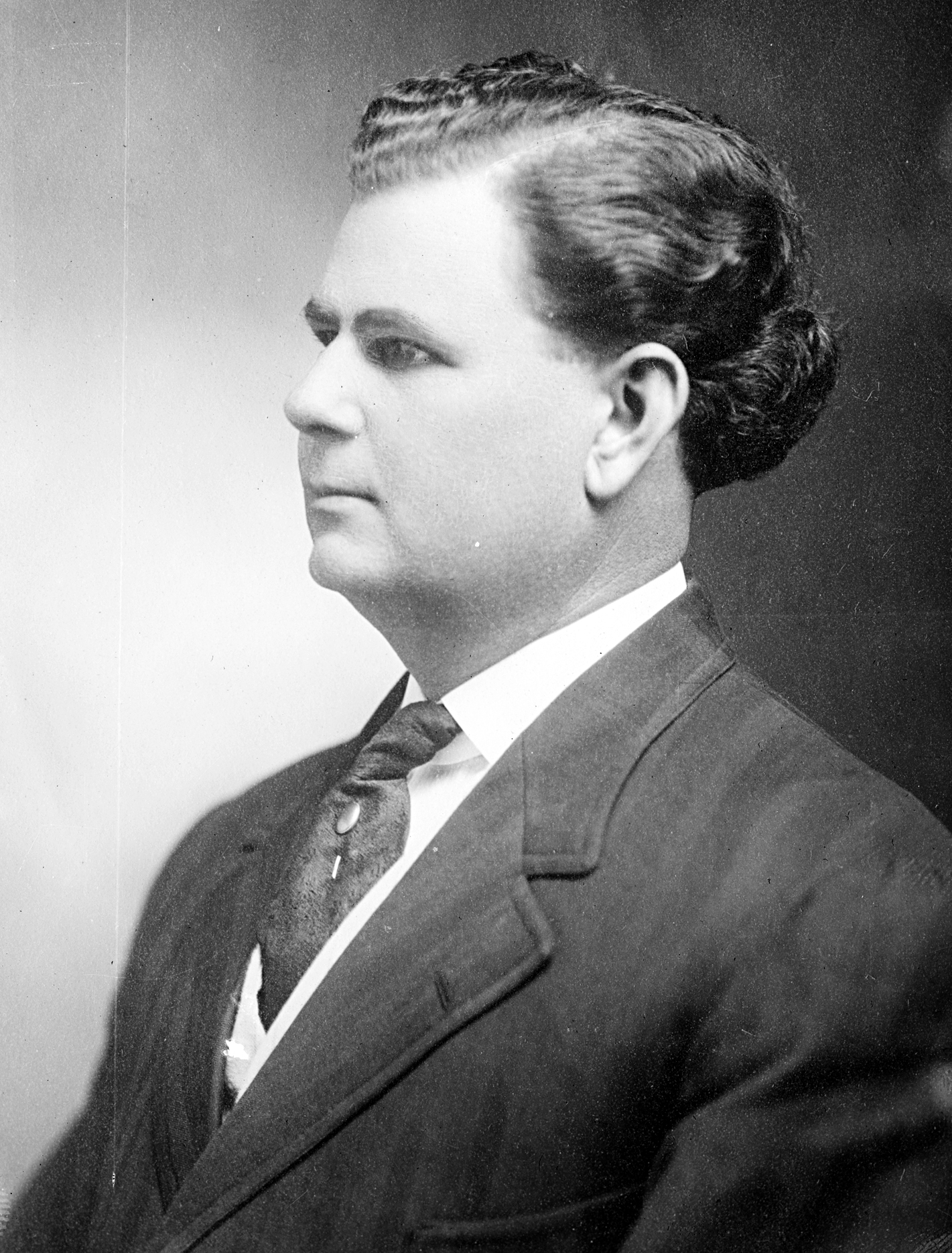
Park Trammell, ca. zwischen 1910 und 1930

Park Monroe Trammell (* 9. April 1876 im Macon County, Alabama; † 8. Mai 1936 in Washington, D.C.) war ein US-amerikanischer Politiker (Demokratische Partei). Er war sowohl Gouverneur von Florida als auch US-Senator für diesen Bundesstaat.

## Biografie

### Frühes Leben
Park Trammell wurde als Sohn von John W. und Ida Trammell in Macon County geboren; er hatte eine Schwester, Emma. Als Trammell noch ein Kind war, zog die Familie nach Florida, wo der Vater bei Lakeland eine Farm erworben hatte. Nach dem Besuch der Pflichtschule absolvierte Trammell die Universitäten Vanderbilt und Cumberland, beide in Tennessee gelegen. An der letztgenannten erhielt er 1899 seinen Abschluss in Rechtswissenschaften.
Sein Studium war nur durch seine Teilnahme am Spanisch-Amerikanischen Krieg im Jahr 1898 unterbrochen. Den Krieg erlebte der 22-jährige Trammell als Quartiermeister im Hauptquartier der US-Streitkräfte in Tampa. Neben seiner hauptberuflichen Tätigkeit als Rechtsanwalt in seiner Heimatstadt Lakeland betrieb Trammell eine Obst- und Gemüsefarm und gründete sogar eine kleine Tageszeitung, der er als Chefredakteur vorstand.

### Politische Karriere
Im Jahr 1899 wurde Trammell, der Parteimitglied der Demokraten war, zum Bürgermeister von Lakeland gewählt, ein Amt, das er vier Jahre lang bis 1903 bekleidete. Bereits 1902 saß er kurze Zeit im Repräsentantenhaus von Florida, ehe er von 1904 bis 1908 in den Staatssenat gewählt wurde, dem er 1905 als Senatspräsident vorstand. Im Jahr 1909 erfolgte Trammells Ernennung zum Attorney General von Florida, ein Amt, das er bis 1913 innehatte. Im Jahr 1912 kandidierte Trammell mit Erfolg für das Amt des Gouverneurs von Florida, wobei er sich mit 80,4 Prozent der Stimmen deutlich gegen alle Konkurrenten durchsetzte, und amtierte vom 7. Januar 1913 bis zum 2. Januar 1917. Als Gouverneur rief er ein Arbeitsministerium ins Leben (Labor Commission) und trat für eine Überprüfung aller Eisenbahngebühren ein. Er war auch ein strenger Anhänger der Segregation, der auch einmal über Lynchmorde hinwegsehen konnte, was zu weiteren Ausschreitungen im ganzen Staat führte.
Sein letzter Schritt auf der politischen Karriereleiter erfolgte im Jahr 1916, als er zum US-Senator gewählt wurde. Mit 82,9 Prozent siegte er klar vor dem Republikaner William R. O’Neal. Trammell wurde in Folge dreimal wiedergewählt und amtierte bis zu seinem Tod. Während der 65. Kongresswahlperiode war er Vorsitzender des Finanzausschusses (Committee on Expenditures in the Treasury Department); in der 73. und 74. Kongresswahlperiode gehörte er dem Marineausschuss (Committee on Naval Affairs) an.

### Familie
Trammell war zweimal verheiratet, hatte jedoch keine Kinder.